# Das war mein schönster Tanz
Das war mein schönster Tanz is een single van de Duitse schlagerzanger Bernd Spier. Het nummer haalde in maart 1965 de eerste plaats in de Musikmarkt Top 100, de Duitse hitparade, en was in Nederland een bescheiden hitje.

## Hitnotering
| Das war mein schönster Tanz | Das war mein schönster Tanz | Das war mein schönster Tanz | Das war mein schönster Tanz | Das war mein schönster Tanz | Das war mein schönster Tanz | Das war mein schönster Tanz | Das war mein schönster Tanz | Das war mein schönster Tanz | Das war mein schönster Tanz | Das war mein schönster Tanz | Das war mein schönster Tanz | Das war mein schönster Tanz |
| Hitlijst                    | Datum van binnenkomst       | Week:                       | 1                           | 2                           | 3                           | 4                           | 5                           | 6                           | 7                           | 8                           | 9                           | Laatste notering            |
| --------------------------- | --------------------------- | --------------------------- | --------------------------- | --------------------------- | --------------------------- | --------------------------- | --------------------------- | --------------------------- | --------------------------- | --------------------------- | --------------------------- | --------------------------- |
| Nederlandse Top 40          | 13-02-1965                  | Positie:                    | 38                          |                             |                             |                             |                             |                             |                             |                             |                             | 13-02-1965                  |
| Nederlandse Top 40          | 20-03-1965                  | Positie:                    |                             | 37                          | 38                          | 36                          | 35                          | 32                          | 25                          | 27                          | 34                          | 08-05-1965                  |